# Label discographique indépendant
Pour les articles homonymes, voir Label.
Un label discographique indépendant est une structure de production de disques indépendante des majors de l'industrie musicale. Les labels indépendants ont existé pratiquement dès le moment où le marché des enregistrements musicaux s'est créé. Même si l'industrie du disque s'est par la suite centralisée, les labels indépendants ont constitué une part significative, bien que réduite, du marché. Les années 1960 et 1980 sont considérées les périodes les plus prospères pour les labels indépendants.
Ils peuvent jouer le rôle d'intermédiaire entre les majors et les artistes émergents. Inversement, certains labels indépendants font l'acquisition des droits d'enregistrements anciens, provenant eux-mêmes d'anciens labels indépendants ou bien d'artistes ayant racheté leurs droits aux majors chez qui ils avaient signés, et permettent ainsi de remettre à disposition du public des enregistrements devenus introuvables.

## Histoire

### Années 1920–1940
Pour bien saisir tout l'enjeu historique de la musique indépendante il convient de remonter dans l'histoire des maisons de disques jusque dans les années 1920 aux États-Unis. À cette époque, les grandes compagnies de l'industrie du disque (les majors) comme Columbia Records (depuis intégrée à Sony BMG Music Entertainment) étaient bravées par quantité de petites enseignes discographiques qualifiées d'« indépendantes », spécialisées dans la musique noire (essentiellement blues et jazz). La crise économique de la fin de la décennie (la Grande Dépression) mina la plupart de ces labels qui finirent en banqueroute ou, dans le meilleur des cas, furent absorbés par un major.
Le terme « indépendant » appliqué à la musique ressurgit aux États-Unis dans les années 1950. Les grandes corporations contrôlaient le marché du disque en payant des compositeurs et en cherchant ensuite des interprètes pour les présenter au public. Le système de distribution était organisé de manière que tous leurs disques et chansons soient diffusés dans l'ensemble du pays. Sans un tel système, dont ne bénéficiaient évidemment pas les petites enseignes, il était pratiquement impossible pour un disque de remporter un succès significatif.
Depuis 1912 existait l'American Society of Composers, Authors and Publishers, équivalent américain de la SACEM française), par l'intermédiaire de laquelle les compositeurs et éditeurs protégeaient leurs intérêts, et qui concédait les droits de diffusions aux médias (essentiellement radiophoniques à cette époque). Cette association voyait d'un mauvais œil la diffusion de la musique noire sur les radios, si bien qu'elle censurait systématiquement les chansons de blues ou de jazz publiées par les labels indépendants. Ainsi, non seulement introuvable dans les commerces, la musique « indépendante » n'était de plus pas diffusée par les radios nationales. C'est alors que, pour contrer cet état de fait, commencèrent à apparaître des radios pirates, qui émettaient depuis des débarras vétustes ou des embarcations suffisamment éloignées des côtes.
En 1939, une association de radios et de DJ met en marche une association rivale, Broadcast Music Incorporated, destinée à représenter de nombreux compositeurs et éditeurs jusqu'alors ignorés. L'ASCAP se démène pour que les radios nationales ne programment pas de chansons de la BMI; de nombreuses chansons sont censurées comme Such a Night de Johnnie Ray (pour de prétendues connotations sexuelles), mais le « virus » est en marche et se propageait déjà dans la population. La BMI survit, ses revenus et sa popularité grandissent rapidement lorsqu'un nouveau genre nommé rock 'n' roll naît des mains d'artistes noirs tels Little Richard, Bo Diddley ou Chuck Berry.

### Apparition du rock
C'est un label indépendant de Chicago, Chess Records, qui publie en 1951 Rocket 88 d'Ike Turner et les Kings of Rhythm (crédité au saxophoniste-chanteur du groupe, Jackie Brenston), souvent considéré comme le premier disque de rock'n roll. Le disque avait été enregistré dans le studio Sun, plus tard propriété de Sun Records, autre petit label indépendant emblématique des débuts du rock, qui publie notamment les cinq premiers disques d'Elvis Presley.

### Contre-culture
Dans les années 1960, avec l'avènement du mouvement hippie et le développement de la notion de contre-culture, se dégage l'idée d'une musique marginale, underground (clandestine), réservée aux initiés. Des labels indépendants importants comme Island Records et Virgin Records (qui publie les premiers disques de Gong et  de Mike Oldfield) sont fondés, respectivement en 1962 et 1973. Tous deux ont été absorbés par un major au cours des années 1990.

### Ère de l'internet

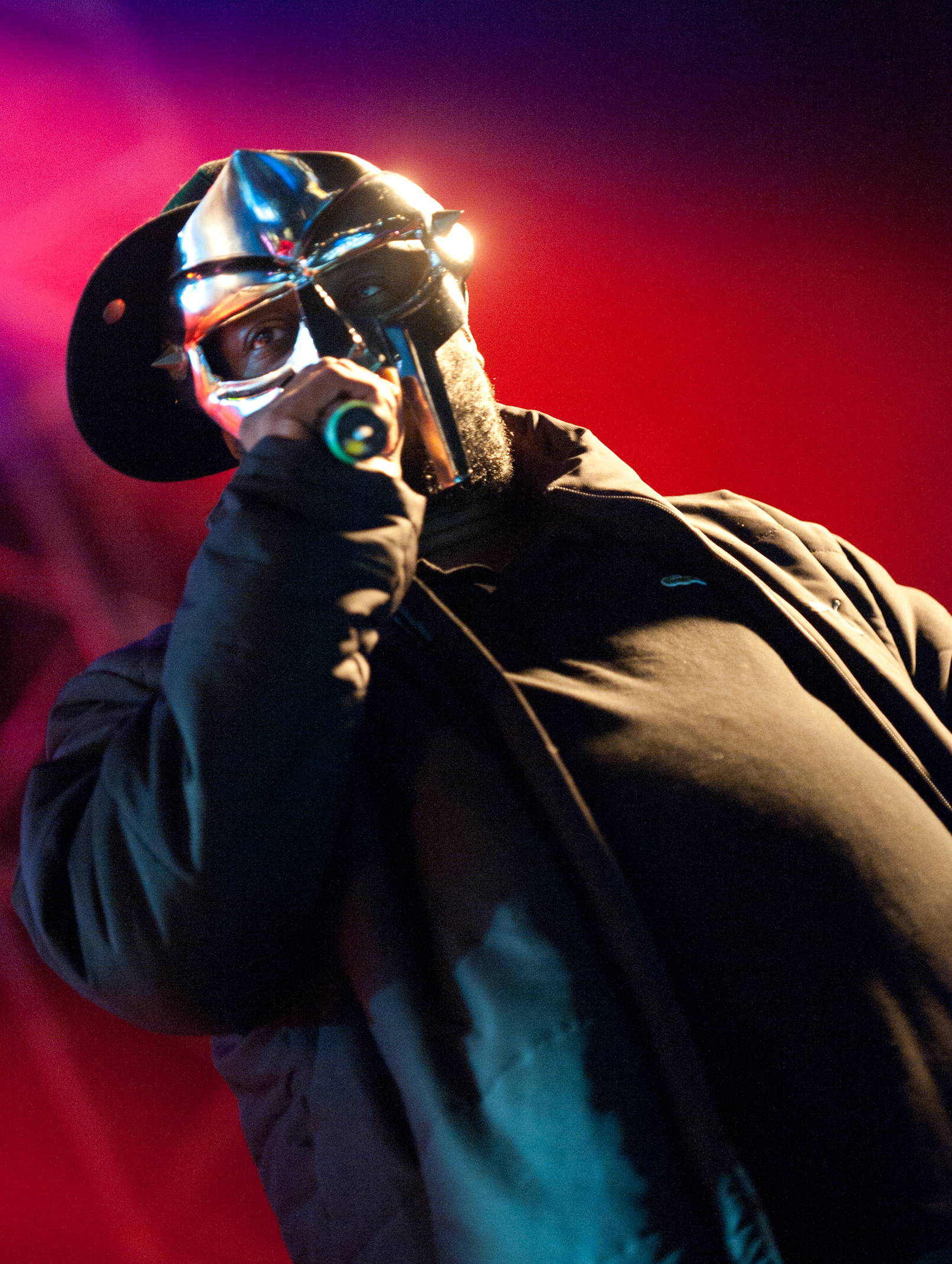
MF DOOM, l'un des artistes pionniers de la scène hip-hop underground, dont le succès a contribué à attirer l'attention sur les sorties hip-hop indépendantes et a influencé de nombreux musiciens.

Depuis le début des années 2000, la frontière entre les labels indépendants et majors s'est beaucoup réduite, en effet, beaucoup de grands artistes tels que Madonna, Coldplay, Prince, ont quitté leur maison de disque pour se lancer seul, avec iTunes et Internet, et la disparition progressive des supports physiques, plus besoin de grand-chose, à part d'une bonne agence de presse. Les nouveaux talents peuvent désormais s'enregistrer, publier une vidéo sur YouTube, et espérer se faire remarquer par un producteur ou label pour les aider à lancer leur carrière dans la musique. Il est cependant encore possible d'envoyer une démo à un label, mais les chances d'écoute sont moindres à moins d'être assez organisé pour faire un suivi et les relances nécessaires pour avoir une réponse, positive ou négative.
En 2001, le label Daptone Records est fondé à New York, un label de funk et de soul connu pour Sharon Jones, Charles Bradley et de nombreux musiciens qui apparaîtront sur l'album Back to Black d'Amy Winehouse en 2006. La scène hip-hop indépendante ou hip-hop underground commence à se développer, tout comme l'attrait de la création de labels indépendants pour le genre. L'album Madvillainy de MF DOOM se vend à plus de 150 000 exemplaires, ce qui en fait l'album underground le plus vendu par Stones Throw Records. En 2004, Telstar Records fait faillite au Royaume-Uni après avoir accordé à Victoria Beckham un contrat d'enregistrement de 1,5 million de livres sterlings.

### Années 2010
Dans les années 2010, grâce à des plateformes telles que Bandcamp et SoundCloud, un certain nombre de grands labels discographiques indépendants cessent de signer des artistes inconnus pour acquérir des catalogues et travailler avec des « artistes historiques » (par exemple, ceux qui étaient populaires avant l'ère numérique). Le nouvel indépendant BMG, issu de la coentreprise Sony BMG qui comprenait Arista et RCA, se retrouve avec les catalogues d'Echo, Infectious et Sanctuary (le plus grand label indépendant du Royaume-Uni avant qu'il ne fasse faillite), tandis que Cherry Red, qui avait quelques « artistes historiques » comme Hawkwind sur son label principal, s'occupait principalement de ses labels de réédition tels que 7T's Records (musique des années 1970), 3 Loop Music (musique indépendante) et Cherry Pop (principalement de la pop des années 1980).
Depuis 2013, Warner Music vend une grande partie de son catalogue pour satisfaire diverses commissions anti-monopoles et de fusion ou organismes commerciaux, après avoir acheté la grande partie d'EMI (Parlophone) qu'UMG n'était pas autorisée à conserver après avoir acquis le reste,,,,. En 2016, le catalogue de Radiohead est vendu à Beggars (XL Recordings), Chrysalis Records est vendu à Blue Raincoat Music (comprenant désormais des enregistrements de Everything but the Girl, Athlete et Cockney Rebel),,,, tandis que les droits sur les albums de Guster et Airbourne sont allés à Nettwerk. En 2017, WMG vend les catalogues d'un certain nombre d'autres artistes à des labels discographiques indépendante, notamment Domino (Hot Chip et Buzzcocks).

### K-pop et grime (années 2020)
Hormis quelques apparitions de Kylie Minogue et quelques sorties sur XL Recordings, le Top 50 de l'Official Independent Singles Chart serait étranger à quiconque se souviendrait du classement indépendant de 1990. Désormais, les artistes de grime, d'dance et de K-pop ont plus de chances de figurer dans le Top 10 que les groupes indépendants, avec le classement du 20 novembre au 26 novembre 2020, où KSI et Craig David occupent la première place avec leur single Really Love sort chez BMG, BTS la deuxième place avec Dynamite et AJ Tracey la troisième place avec West Ten. En dehors des rééditions et des vieux tubes de groupes comme les White Stripes et Arctic Monkeys, le groupe le plus proche d'un nouveau groupe indépendant est le groupe de guitare pop McFly, numéro 30 avec leur chanson Happiness, qui ne s'est classé qu'après la diffusion d'une émission spéciale intitulée McFly : All About Us sur la chaîne ITV le 14 novembre 2020.

## Labels notables
The Scouting Party Index of Independent Record Labels (1986) de Norman Schreiber comprend une liste de plus de 200 labels discographiques indépendants, leurs artistes, et des exemples de leurs œuvres. Voici une liste de maisons de disques indépendantes notables et des créateurs/fondateurs à l'origine de ces labels :
- Savoy Records (États-Unis, depuis 1942).
- Apollo Records (États-Unis, depuis 1943).
- Sun Records (États-Unis, depuis 1950) ; a été le premier label à enregistrer Elvis Presley et d'autres grands noms du rock 'n' roll.

- Allied Artists Music Group (États-Unis, depuis 1959) ; fondé par Allied Artists Pictures en 1959 en tant que label de bandes originales de films ; officiellement organisé en 1971 sous le nom d'Allied Artists Records, élargissant les genres pour inclure la pop, le rock et le heavy metal ; rebaptisé pour consolider les labels d'ancrage et les nombreuses marques en 2000, devenant Allied Artists Music Group, un label indépendant disposant de son propre réseau de distribution mondial par l'intermédiaire d'Allied Artists Music and Video Distribution[20]
- Arhoolie Records (États-Unis, depuis 1960) ; fondé par Chris Strachwitz, ce label de blues et de zydeco appartient désormais à Smithsonian Folkways[21],[22].

- Major Minor Records (Irlande du Nord/Royaume-Uni, 1966-2011) ; créé par Phil Solomon[23],[24], et à ne pas confondre avec les labels major-minor des années 1980 (Virgin, Island, Chrysalis et Jive). Major Minor Records est connu pour avoir récupéré les droits de Je t'aime… moi non plus de Jane Birkin et Serge Gainsbourg, permettant à la chanson d'être numéro un après avoir été supprimée par Fontana[25]. Après avoir été en sommeil pendant un certain nombre d'années, le label est utilisé par la major EMI Records au début des années 2010, pour un certain nombre de rééditions de Morrissey[26].
- Pasha Records (États-Unis, 1976-1989) ; créé par Spencer Proffer et distribué par CBS Records, surtout connu comme le label qui a publié les albums à succès de Quiet Riot Metal Health, Condition Critical, et QR III ; absorbé puis fermé par Sony Music Entertainment en 1989.
- Trojan Records (Royaume-Uni, depuis 1968) ; créé et dirigé par Lee Gopthal ; à partir de 2001 sous Sanctuary Records (faisant désormais partie de BMG Rights Management).
- Charisma Records (Royaume-Uni, 1969-1986) ; a été créé par le manager de groupes Tony Stratton-Smith, B&C Records de Lee Gopthal distribuant le label (et certains groupes Charisma étant sortis sur le label PEG/Pegasus de B&C Records en 1971)[27],[28].